# Gogolevskij bul'var
Il Gogolevskij bul'var (in russo Гоголевский бульвар?) è un boulevard vicino al distretto di Arbat a Mosca.
Il boulevard prende il nome dallo scrittore Nikolaj Gogol' ma, fino al 1924, era conosciuto come Prečistenskij bul'var (in russo Пречи́стенский бульвар?) dal nome della vicina via Prečistenka.
Il boulevard rappresenta l'inizio dell'Anello dei Boulevard e comincia nei pressi della Cattedrale di Cristo Salvatore, continuando a nord-est fino a piazza Arbat, da dove continua come Nikitskij bul'var.